# Nikita Bogoslovski
Nikita Bogoslovski (en russe : Никита Владимирович Богословский), né à Saint-Pétersbourg (Empire russe) le 22 mai 1913 et mort à Moscou (Russie) le 4 avril 2004, est un chef d'orchestre et compositeur russe et soviétique éminent, auteur de plus de 200 chansons, huit symphonies (de 1940 à 1991), 17 opérettes et comédies musicales, 58 bandes son et 52 partitions pour les productions théâtrales.

## Biographie
Il commence les études de composition sous la direction de Gavriil Popov au collège Modeste Moussorgski de Saint-Pétersbourg (1929), puis au Conservatoire Rimski-Korsakov de Saint-Pétersbourg chez Maximilian Steinberg et Vladimir Chtcherbatchiov, il en sort diplômé en 1934.
À partir de 1938 - membre, en 1976-1980 - membre du conseil de l'Union des compositeurs soviétiques
Mort à Moscou, il est enterré au cimetière de Novodevitchi.

## Distinctions
- Ordre de l'Étoile rouge (1946)
- Ordre du Drapeau rouge du Travail (1971)
- Ordre des Arts et des Lettres (1980)
- Artiste du peuple de l'URSS (1983)

## Musique de film
- 1939 : Une grande vie (Bolshaya zhizn, Большая жизнь) de Leonid Loukov
- 1942 : Un brave garçon (Славный малый) de Boris Barnet
- 1943 : Deux combattants (Dva boïtsa, Два бойца) de Leonid Loukov
- 1945 : Un capitaine de quinze ans (Пятнадцатилетний капитан) de Vassili Jouravlev
- 1961 : Vingt mille lieues sur la terre (Леон Гаррос ищет друга) de Marcello Pagliero
- 1963 : Sans peur ni reproche (Без страха и упрёка) d'Alexandre Mitta
- 1973 : Le Cavalier sans tête  (Всадник без головы, Vsadnik bez golovy) de Vladimir Weinstock